# Atletica leggera ai XII Giochi panafricani - Salto con l'asta maschile
La specialità del salto con l'asta maschile ai XII Giochi panafricani si è svolta il 29 agosto 2019 a Rabat, in Marocco.
La competizione è stata vinta dall'algerino Hichem Khalil Cherabi, che ha preceduto il tunisino Mejdi Chehata (argento) e il connazionale Larbi Bourrada (bronzo).

## Programma
| Data           | Ora | Evento |
| -------------- | --- | ------ |
| 29 agosto 2019 |     | Finale |

## Podio
| Oro     | Hichem Khalil Cherabi Algeria |
| Argento | Mejdi Chehata Tunisia         |
| Bronzo  | Larbi Bourrada Algeria        |

## Risultati

### Finale
| Class   | Nome                  | Nazione | 3.00 | 3.20 | 3.40 | 4.25 | 4.70 | 4.90 | 5.00 | 5.25 | Risultato | Note |
| ------- | --------------------- | ------- | ---- | ---- | ---- | ---- | ---- | ---- | ---- | ---- | --------- | ---- |
| Oro     | Hichem Khalil Cherabi | Algeria | –    | –    | –    | –    | –    | –    | xo   | xxx  | 5.00      |      |
| Argento | Mejdi Chehata         | Tunisia | –    | –    | –    | –    | o    | xxx  |      |      | 4.70      |      |
| Bronzo  | Larbi Bourrada        | Algeria | –    | –    | –    | o    | xo   | xxx  |      |      | 4.70      |      |
| 4       | Samuel Osadolor       | Nigeria | xo   | xx–  | x    |      |      |      |      |      | 3.00      |      |